# حسن الشامي
حسن الشامي (تُكتب بالإنجليزية: Hasan M. El-Shamy) ـ (ولد سنة 1938) هو أستاذ جامعي مصري أمريكي بجامعة إنديانا، يشغل منصب أستاذ الفلكلور بقسم الفلكلور وموسيقى الشعوب، وقسم لغات وحضارات الشرق الأدنى، وبرنامج الدراسات الأفريقية بجامعة إنديانا.

## تعليمه
حصل الشامي على درجة الليسانس في الآداب من قسم الدراسات العربية والإسلامية بجامعة عين شمس سنة 1959، ثم حصل على درجة الماجستير في الفلكلور من جامعة إنديانا سنة 1964، ثم الدكتوراه في الفلكلور من الجامعة ذاتها سنة 1967.

## التدرج الأكاديمي
عمل الشامي لعام واحد أستاذًا مساعدًا لعلم الاجتماع والأنثروبولوجيا بجامعة مورهيد الولائية (1967 ـ 1968)، ثم صار مديرًا للأرشيف بمركز الفلكلور بوزارة الثقافة المصرية في الفترة من 1967 إلى 1972، وعمل في الوقت ذاته أستاذًا مساعدًا لعلم الاجتماع والأنثروبولوجيا بالجامعة الأمريكية في القاهرة.
في سنة 1972، عاد الشامي إلى جامعة إنديانا ليعمل بمعهد الفلكلور (الذي يُعرف حاليًا بقسم الفلكلور وعلم موسيقى الشعوب)، وشغل عدة مناصب بجامعة إنديانا، منها عمله مديرًا للدراسات العليا في برنامج الفلكلور، كما عمل أستاذًا زائرًا بكل من معهد الدراسات المتقدمة في الأنثروبولوجيا، ومعهد علم الأعراق الوطني في مدينة أوساكا اليابانية (2002)، وقسم علم الاجتماع بجامعة طنطا (2003).

## إصدرات

### الترجمة
(قاموس مصطلحات الاثنولوجيا والفولكلور) ترجمة بالاشتراك مع محمد الجوهري. (1973م).

## وصلات خارجية
- الشامي ونظريات الفولكلور في التراث، جريدة البلاد.